# Aeropuerto Guillermo León Valencia
El Aeropuerto Nacional Guillermo León Valencia (antes llamado "Machangara") (IATA: PPN, OACI: SKPP) es el terminal que presta servicio de transporte aéreo para vuelos nacionales a la ciudad de Popayán. Se encuentra localizado junto al terminal de transporte terrestre y a muy poca distancia del centro de la ciudad. Inaugurado en 1949, el aeropuerto Guillermo León Valencia tiene capacidad para recibir aviones de pequeño y mediano alcance para vuelos regionales y nacionales.

## Avances
El pasado director general de la Aeronáutica Civil, Santiago Castro Gómez, realizó la presentación del Plan Maestro que se tiene previsto para el aeropuerto Guillermo León Valencia de la ciudad de Popayán, e informó la inversión de 7 mil millones de pesos para la ampliación de la pista en aproximadamente 2200 metros, que garantizará el despegue y llegada de aviones con carga pesada.

## Ampliación
El 21 de diciembre del 2018, la Aeronáutica Civil anunció la renovación y obras de ampliación del aeropuerto Guillermo León Valencia, por un valor de 42.000 millones de pesos. Su nueva terminal pasará de un área de 2.800 a 5.600 metros cuadrados, también contará con una nueva torre de control con una altura de 33 metros, casi el doble de la actual y se ampliará la plataforma de 20 mil a 27 mil metros cuadrados. El nuevo aeropuerto será entregado en 2022.

## Destinos

### Destinos nacionales
| Ciudades                        | Nombre del aeropuerto                           | Aerolíneas                                          | Aeronaves                         |
| ------------------------------- | ----------------------------------------------- | --------------------------------------------------- | --------------------------------- |
| Bogotá                          | Terminal Puente Aéreo                           | Clic Air                                            | AT46,AT76                         |
| Bogotá                          | Aeropuerto Internacional El Dorado              | Avianca                                             | A320                              |
| Cali                            | Aeropuerto Internacional Alfonso Bonilla Aragón | Transporte Aéreo de Colombia, Satena (Próximamente) | Let L-410, Beechcraft 1900 ATR 42 |
| Guapi                           | Aeropuerto Juan Casiano                         | Transporte Aéreo de Colombia, Satena                | Let L-410, Beechcraft 1900 AT46   |
| Ipiales                         | Aeropuerto San Luis                             | Satena                                              | Let L-410, Beechcraft 1900        |
| Lopez de Micay                  | Aeropuerto de Lopez de Micay                    | Transporte Aéreo de Colombia, Satena (próximamente) | Let L-410, Beechcraft 1900        |
| Medellín                        | Aeropuerto Enrique Olaya Herrera                | Satena (Próximamente)                               | AT46                              |
| Timbiquí                        | Aeropuerto de Timbiquí                          | Transporte Aéreo de Colombia, Satena                | Let L-410, Beechcraft 1900 AT46   |
| Total: 5 destinos, 4 aerolíneas |                                                 |                                                     |                                   |

## Carga
Aerosucre
Bogotá/ Aeropuerto Internacional El Dorado
 Aer Caribe
Bogotá/ Aeropuerto Internacional El Dorado

## Aeronaves comerciales
- Avianca
  - Airbus A319
  - Airbus A320

- EasyFly
  - ATR 42
  - ATR 72

- Transporte Aéreo de Colombia
  - Let L-410
  - Beechcraft 1900

### Aeronaves De Carga
- Aerosucre
  - B737
  - B727

- Aer Caribe
  - Antonov An-26

## Aerolíneas que cesaron operación
Aerolíneas Extintas:
- Aeropesca
  - Bogotá / Aeropuerto Internacional El Dorado
  - Pasto / Aeropuerto Antonio Nariño

- Intercontinental de Aviación
  - Bogotá / Aeropuerto Internacional El Dorado
  - Ipiales / Aeropuerto San Luis

- SAM Colombia
  - Bogotá / Aeropuerto Internacional El Dorado
  - Cali / Aeropuerto Internacional Alfonso Bonilla Aragon

Aerolíneas Operativas:
- LATAM Colombia
  - Bogotá / Aeropuerto Internacional El Dorado

- Satena
  - Bogotá / Aeropuerto Internacional El Dorado
  - Guapí / Aeropuerto Juan Casiano

- Transporte Aéreo de Colombia
  - Lopez de Micay / Aeropuerto de Lopez de Micay